# Meital Dohan
Pour les articles homonymes, voir Dohan.
 (novembre 2012).
Si vous disposez d'ouvrages ou d'articles de référence ou si vous connaissez des sites web de qualité traitant du thème abordé ici, merci de compléter l'article en donnant les références utiles à sa vérifiabilité et en les liant à la section « Notes et références ».
Meital Dohan, née le 24 août 1979 en Israël, est une actrice et chanteuse israélienne.

## Biographie

### Carrière en Israël (1998-2005)
Diplômée de l’école d’acteurs Nissan Nativ en 1998, Dohan rejoint deux grands théâtres. En 2000, elle est élue « Meilleure nouvelle actrice » pour son travail dans Best Friends, joué au Cameri Theatre. Elle joue ensuite dans plusieurs autres rôles, y compris Juliette dans Roméo et Juliette. En 2002, Dohan joue un rôle dans Bad Children, une pièce écrite spécialement pour elle par la dramaturge israélienne Edna Mazya. Elle rempote un prix du Cameri Theatre pour ce rôle. 
Dohan chante et joue dans Moving Flesh au Cameri Theatre, une pièce de théâtre qu'elle dirige au théâtre Tmuna, et co-écrit l'original Revue Love and Sex on the High Holidays avec le chanteur israélien Ivri Lider.
Entre autres rôles, Dohan joue Layla dans God Sandbox (gagnant du festival du film de Manchester en 2002) et Efrat dans Girafes (gagnant du Festival du film de Scottsdale en Arizona en 2003). Ces rôles lui valent l’Oscar israélien.
En 2003, Dohan co-écrit un scénario de film, Orgy by Heart, avec Maayan Keret. Dans la production télévisée Ugliest Esti, Dohan joue le rôle central de la comédie, Nataly. La série remporte l'Oscar de la télévision pour la meilleure série de séries comiques en 2003, et Dohan remporte un Tony Award israélien pour son travail dans la série pour son rôle principal. 
En 2003, Karen Shefler invite Dohan à jouer le rôle de la mariée dans Blood Wedding de Lorca. Depuis, Dohan travaille sur plusieurs projets aux États-Unis, dont Bath Party, une pièce multimédia originale écrite conjointement avec Karen Shefler et Ayelet Dekel, qui était également réalisateur vidéo, et l'amour et le sexe lors des grandes vacances avec le chanteur israélien Ivri Lider. 

### Carrière aux États-Unis (depuis 2006)
En 2008, elle apparaît dans les productions Off-Broadway et Los Angeles de la pièce de théâtre Stitching du dramaturge britannique controversé Anthony Neilson, réalisée par Timothy Haskell. La pièce cherche à confronter le public à des représentations choquantes et parfois vulgaires du comportement humain.
En 2009, elle apparaît dans deux épisodes de la série en ligne Woke Up Dead sous le personnage d'Aurora.
En 2010, Dohan devient la porte-parole officielle d’Artists 4 Israel, organisation d'artistes et de graffeurs américains qui soutiennent le peuple israélien. La même année, elle participe à la cinquième saison de l'émission Rokdim Im Kokhavim, la version israélienne de Danse avec les stars. 
En janvier 2011, marquant son retour au théâtre, Dohan est la vedette de la pièce de théâtre Alan Bowne à Beyrouth, dans une reprise limitée dirigée par Andrew et Zach Zoppa à New York.
En 2011, Dohan a joué dans le thriller dramatique Monogamy réalisé et écrit par Dana Adam Shapiro, candidate aux Oscars. Le film est centré sur les relations tendues entre un couple de Brooklyn, Theo (Chris Messina) et Nat (Rashida Jones). Le film a remporté le prix du Meilleur récit au Festival de Tribeca.
Dohan est l'auteur du livre Love and Other Bad Habits. En janvier 2011, elle a lancé l'émission de radio Loud Miracles, diffusée sur le Web.

### Vie privée
En juillet 2019, elle annonce officiellement sa relation avec l'acteur américain Al Pacino. Elle s'en sépare en 2020.

## Discographie
Dohan annonce en 2011 la production de son album solo I'm In Hate with Love. Elle travaille avec les producteurs Rami Afuni et Che Pope.
En octobre 2011, elle sort le single Yummy. Sa vidéo Yummy Boyz, qui se présente comme un préquel à Yummy, devient virale, notamment dans la communauté gay. 
En juin 2012, Dohan le titre On Ya avec Sean Kingston. Le clip de ce single, sorti le 14 octobre 2012, est visionné plus de trois millions de fois en un mois. La vidéo est réalisée par Ray Kay.

## Apparitions
- En 2012, elle est l'une des têtes d'affiche du festival lesbien californien, le Dinah Shore.

## Filmographie
- 1998 : Agadat Ha'ish Sheshatak
- 1999 : Bli Daf Hora'ot
- 1999 : Puzzle
- 2000-2001 : Shemesh : Sarit
- 2001 : Girafot : Efrat
- 2002 : Lochamey HaMasach
- 2002 : Shaul
- 2002 : My First Sony
- 2003 : Esti Ha'mechoeret : Natalie Bushari
- 2004 : Disphoria : Danielle
- 2004 : Tahara : Layla
- 2006 : Elvis : Natalie Bushari-Mark
- 2006 : Lo Hivtachti Lach
- 2009 : Woke Up Dead (en) : Aurora
- 2010 : Failing Better Now
- 2010 : Monogamy
- 2011 : Ponies : Aliah
- 2006-2012 : Weeds : Yael Hoffman
- 2012 : Foreclosure
- 2012 : The Sumo Wrestler : Metal
- 2014 : Don Peyote de Dan Fogler et Michael Canzoniero
- 2018 : Un tramway à Jérusalem d'Amos Gitaï

## Récompenses et nominations
Dohan est récompensée en 1999 par la bourse Cameri Theater Scholarship for Deserving Young Actress.
En 2000, elle remporte un Israeli Theater Award pour son travail au Cameri Theatre et pour son rôle principal dans la série gagnante des Emmy israéliens, Ugliest Esti.
Elle est nommée pour l'Ophir de la Meilleure actrice par l'Israeli Academy of Film and Television pour son rôle dans Girafes en 2002 et pour son rôle dans God’s Sandbox en 2003.